# Luisa Drozdek
Luisa Drozdek (Buenos Aires; 23 de octubre de 1987) conocida artísticamente como Luly Drozdek, es una actriz y presentadora argentina.

## Formación artística
Comenzó a estudiar teatro y comedia musical a los 10 años. Se formó con docentes como Raúl Serrano, Lito Cruz, Cristina Banegas, Marcelo Cosentino, Pablo Ini, Norma Angeleri y Helena Tritek, adoptando diferentes técnicas actorales. Estudió canto con Susan Ferrer y realizó seminarios de danza y acrobacia aérea.

## Carrera profesional
A los 22 años,antes de recibirse de Licenciada en Relaciones Públicas, se presentó en un casting y quedó seleccionada para la obra de teatro Pasión, la marca del engaño, con la cual debutó en la calle Corrientes y luego en la plaza marplatense. A partir de ese momento, no paró de trabajar, participando en diferentes programas de televisión, obras teatrales y películas.
Desde 2011 cuando inició su carrera actoral, Luisa interpretó diferentes papeles en teatro dirigida por directores como Roberto Antier, Marcelo Cosentino y Manuel González Gil, entre otros. Llegó a su primer protagónico de la mano de Luis Luque con la comedia de Woody Allen “Si la cosa funciona” en el 2020. Actualmente Protagoniza el musical “Madres” en la ciudad de Mar del Plata.
Luisa también participó en películas y cortometrajes tanto en el cine comercial como en el independiente, junto a actores como Luis Brandoni, Adrián Suar, Pablo Echarri, Nancy Dupláa y Florencia Bertotti. Entre sus últimas interpretaciones figuran el personaje de Andrea en No soy tu mami del director Marcos Carnevale y una participación en el film El retiro protagonizado por Luis Brandoni.
En televisión, la actriz impulsó su carrera con participaciones en ficciones como Sos mi hombre y Esperanza Mia emitidas por El Trece
En 2016 fue parte del elenco estable de la reedición del clásico televisivo La Peluquería de Don Mateo donde interpretó el papel ¨Hola Mamï. Luego continuó su carrera en programas como Golpe al Corazón emitida por Telefe y Quiero Vivir a tu Lado, emitida por El Trece, donde interpretó el papel de Taisa, 
En 2018 y 2019 fue una de las protagonistas de Millennials, la primera ficción de NET TV, disponible también en Netflix, donde interpretó a Gaby.  Además, en 2018 participó en el programa de esa misma plataforma, Go! Vive a tu manera. Actualmente también forma parte del elenco de WTF! La serie musical transmitida por Flow.
Por otro lado, conduce Mundo Pádel por TNT Sports desde 2017 y anteriormente estuvo al frente de DMAG y Arena extreme, entre otros ciclos del cable y la televisión abierta.

## Filmografía

### Televisión

#### Ficciones
| Año       | Título                               | Personaje                     | Canal            | Notas                               |
| --------- | ------------------------------------ | ----------------------------- | ---------------- | ----------------------------------- |
| 2009      | Botineras                            | Una botinera                  | Telefe           | Participación                       |
| 2011      | Adictos                              | Productora                    | Canal 10         | Episodio: "Praga no fue una fiesta" |
| 2011      | Los Únicos                           | Alicinha                      | El trece         | Participación                       |
| 2013      | Sos mi hombre                        | Cándida                       | El trece         | Participación                       |
| 2015      | Esperanza mía                        | Lili                          | El trece         | Participación                       |
| 2016      | La peluquería de don Mateo           | La nena                       | Telefe           | Elenco estable                      |
| 2017      | Quiero vivir a tu lado               | Taisa                         | El trece         | Elenco estable                      |
| 2017      | Golpe al corazón                     | Carla                         | Telefe           | Elenco estable                      |
| 2018      | Go! Vive a tu manera                 | Teresa                        | Netflix          | Elenco estable                      |
| 2018-2019 | Millennials                          | Gabriela Calderone            | Net TV / Netflix | Elenco estable                      |
| 2021-2022 | WTF! Con la música a otra parte      | Macarena                      | Flow             | Elenco estable                      |
| 2023      | Argentina, tierra de amor y venganza | María Aurelia «Coco» de Lucca | Canal trece      | A partir del capítulo 52            |
| 2024      | La mente del poder                   | Laura Acuña                   | TNT / Flow       | Elenco estable                      |

### Teatro
| Año  | Título                                     | Director            | Teatro             | Temporada        |
| ---- | ------------------------------------------ | ------------------- | ------------------ | ---------------- |
| 2023 | Wasabi                                     | Diego Ramos         | Paseo la Plaza     | Buenos Aires     |
| 2023 | Holter                                     | Daniel Fernandez    | Teatro Picadilly   | Buenos Aires     |
| 2023 | Holter                                     | Daniel Fernandez    | Sala Cantegril     | Punta del este   |
| 2022 | Madres, el musical                         | Josefina Pieres     | Teatro Provincial  | Mar del Plata    |
| 2020 | Si la cosa funciona                        | Manuel González Gil | Teatro Astros      | Buenos Aires     |
| 2018 | Rapunzel, el musical                       | Eduardo Gondell     | Teatro Porteño     | Buenos Aires     |
| 2017 | Regalos de Navidad                         | Ezequiel Sagasti    | Teatro Picadilly   | Buenos Aires     |
| 2016 | Algunas mujeres a las que le cagué la vida | Marcelo Cosentino   |                    | Gira nacional    |
| 2016 | Algunas mujeres a las que le cagué la vida | Marcelo Cosentino   | Teatro del Sol     | Villa Carlos Paz |
| 2015 | Extraña pareja                             | Roberto Antier      | Teatro Candilejas  | Villa Carlos Paz |
| 2014 | Estrellas de Varieté                       | Carlos Moreno       | Teatro Gran Colón  | Colón            |
| 2012 | El Rompeboda                               | Daniel Miglioranza  | Teatro Carreras    | Mar del Plata    |
| 2011 | Pasión, la marca del engaño                | Roberto Antier      | Teatro Víctoria    | Mar del Plata    |
| 2011 | Pasión, la marca del engaño                | Roberto Antier      | Teatro Los Ángeles | Buenos Aires     |

### Cine
| Año  | Título                  | Personaje | Director              |
| ---- | ----------------------- | --------- | --------------------- |
| 2019 | El retiro               | Sandra    | Ricardo Díaz Iacoponi |
| 2019 | No soy tu mami          | Andre     | Marcos Carnevale      |
| 2011 | Ningún amor es perfecto | Vicky     | Pablo Sofovich        |
| 2011 | El ello (cortometraje)  |           | Fabian Koifman        |
| 2010 | Igualita a mí           | Tatiana   | Diego Kaplan          |

### Conducción
| Año              | Programa          | Rol          | Canal                 |
| ---------------- | ----------------- | ------------ | --------------------- |
| 2017-actualmente | Mundo Pádel       | Conductora   | TNT Sports            |
| 2016             | Arena Extreme     | Conductora   | América TV            |
| 2016             | DMAG              | Conductora   | Magazine, Artear      |
| 2015             | Tómbola Combinada | Coconductora | América TV            |
| 2014             | Verano Fox Sports | Coconductora | Fox Sports            |
| 2012             | Q Noticias        | Conductora   | Quiero música, Artear |